# جائزة بريطانيا الكبرى للدراجات النارية 1988
جائزة بريطانيا الكبرى للدراجات النارية 1988 هو سباق دراجات نارية أقيم بتاريخ 7 أغسطس 1988 في دونينجتون بارك. كان الجولة الثانية عشر من أصل 15 في سباق الجائزة الكبرى للدراجات النارية موسم 1988. فاز الأمريكي وين ريني بفئة 500 سي سي بينما جاء الأسترالي واين غاردنر في المركز الثاني وحصل على المركز الثالث الفرنسي كريستيان سارون.

## وصلات خارجية
- الموقع الرسمي